# Municipio de Davenport
El municipio de Davenport (en inglés: Davenport Township) es un municipio ubicado en el condado de Cass en el estado estadounidense de Dakota del Norte. En el año 2010 tenía una población de 144 habitantes y una densidad poblacional de 1,55 personas por km².

## Geografía
El municipio de Davenport se encuentra ubicado en las coordenadas 46°40′23″N 97°6′56″O / 46.67306, -97.11556. Según la Oficina del Censo de los Estados Unidos, el municipio tiene una superficie total de 93.03 km², de la cual 93,03 km² corresponden a tierra firme y (0 %) 0 km² es agua.

## Demografía
Según el censo de 2010, había 144 personas residiendo en el municipio de Davenport. La densidad de población era de 1,55 hab./km². De los 144 habitantes, el municipio de Davenport estaba compuesto por el 99,31 % blancos, el 0,69 % eran afroamericanos. Del total de la población el 0 % eran hispanos o latinos de cualquier raza.